# Baryssinus marisae
Baryssinus marisae là một loài bọ cánh cứng trong họ Cerambycidae.